# Episodi de Die Camper (nona stagione)
La nona stagione della serie televisiva Die Camper è stata trasmessa in anteprima in Germania da RTL Television tra il 13 gennaio 2006 e il 7 aprile 2006.
| nº | Titolo originale   | Titolo italiano | Prima TV Germania | Prima TV Italia |
| -- | ------------------ | --------------- | ----------------- | --------------- |
| 1  | Der Ausflug        | inedito         | 13 gennaio 2006   | inedito         |
| 2  | Frau am Steuer     | inedito         | 20 gennaio 2006   | inedito         |
| 3  | Schöner Wohnen     | inedito         | 27 gennaio 2006   | inedito         |
| 4  | Der Hütchenspieler | inedito         | 3 febbraio 2006   | inedito         |
| 5  | Der Machtwechsel   | inedito         | 10 febbraio 2006  | inedito         |
| 6  | Der Specht         | inedito         | 17 febbraio 2006  | inedito         |
| 7  | Die Aushilfe       | inedito         | 24 febbraio 2006  | inedito         |
| 8  | Fußballfieber      | inedito         | 3 marzo 2006      | inedito         |
| 9  | Unter Dampf        | inedito         | 10 marzo 2006     | inedito         |
| 10 | Der Spielcomputer  | inedito         | 17 marzo 2006     | inedito         |
| 11 | Der Fremde         | inedito         | 24 marzo 2006     | inedito         |
| 12 | Haarige Sache      | inedito         | 7 aprile 2006     | inedito         |
| 13 | Winterzauber       | inedito         | 7 aprile 2006     | inedito         |